# 山瀬まみ
山瀬 まみ（やませ まみ、1969年〈昭和44年〉10月2日 - ）は、日本の歌手、タレント、司会者、女優。
神奈川県平塚市出身。ホリプロ所属。夫は俳優の中上雅巳。
第10回ホリプロタレントスカウトキャラバングランプリを受賞して歌手デビューを果たし、アイドルとして活動。タレントに転身後はバラエティーアイドルとしてバラエティ番組で活躍し、『新婚さんいらっしゃい!』などでMCを務めた。1990年代には女優としても活動し、多数のドラマや映画に出演した。

## 来歴

### 生い立ち
1969年10月2日、埼玉県浦和市で生誕。長女で、4歳下の弟がいる。父が転勤族だったため、幼児期を東京都文京区大塚、埼玉県浦和市、東京都豊島区駒込、江東区亀戸、小学生時代を福島県いわき市、埼玉県上尾市、中学生時代を長野県松本市、秋田県秋田市(城南中)でそれぞれ過ごす。1984年11月、15歳の時に神奈川県平塚市菫平に転居して以後は父の転勤生活も終わり、現在も実家が平塚市にある。そのため、出身地は平塚市とされる。神奈川県立神田高等学校（現・神奈川県立平塚湘風高等学校）を経て堀越高等学校卒業。書道は小学5年生の時点で二段の腕前だった。
幼少期からアイドルを志し、中学生の頃には既に頻繁に路上（原宿など）でスカウトマンから声を掛けられるようになり、それをことごとく断ることで有名な少女だった。これは山瀬本人が「どうせ芸能界入りするなら、信頼できる大手事務所と契約する方が良い」と考えていたためである。1983年、中学1年生の時にホリプロタレントスカウトキャラバンに応募したが書類選考で落選。1985年、2度目の応募で『第10回ホリプロタレントスカウトキャラバン』に出場し、優勝した。この時の最終審査には中村由真、我妻佳代、清水香織らがいた。

### アイドル歌手デビュー
翌1986年3月に松任谷由実作曲（クレジットは呉田軽穂名義）のシングル『メロンのためいき』でアイドル歌手デビュー。オリコン初登場24位を記録した。当初のキャッチコピーは「国民のおもちゃ新発売」だった。デビュー前の特技はクラシックバレエで、タレントスカウトキャラバンで用いられたイメージVTRではバレエを踊る映像がある。
同年、アニメ映画『スーパーマリオブラザーズ ピーチ姫救出大作戦!』にてピーチ姫の声優を担当。テレビアニメ『ホワッツマイケル』（1988年）では主題歌の歌唱を担当し、声優としても出演している。
アイドルとしては大成しなかったが歌唱力に定評があり、当時マネジャーだった岡孝二郎（現:ホリプロ役員）は所属レコード会社の担当者と、正統派アイドルとしては成功しなかったが、アーティストしてはまだ可能性があるのではないかとの話になり、「山瀬まみロック化計画」としてロック歌手とコラボレーションして、オリジナルアルバム『親指姫』を発売し、ヒットする。山瀬本人は後年になって「アイドルとしては背が高すぎた」と自ら評している。

### タレント・司会者として
歌声とのギャップが激しいハスキーな舌足らず口調、明るく恥じらいの無い性格でトークが面白いことから徐々にテレビ番組への出演が増えていき、1986年10月よりレギュラー出演した『テレビ探偵団』（TBS）をきっかけにバラエティ番組で活躍。1989年には『森田一義アワー 笑っていいとも!』（フジテレビ）のレギュラーに加入する など、のちに井森美幸、森口博子、松本明子らともに「バラドル」と称されるようになった。
1991年から情報番組『ブロードキャスター』（TBS）に約18年間にわたってレギュラー出演し、「お父さんのためのワイドショー講座」コーナーを担当。
1997年7月より『新婚さんいらっしゃい!』（朝日放送テレビ）のアシスタントに就任。
1990年代後半には金鳥（キンチョウリキッド）のCMで、河童の着ぐるみ（当初のロケはニュージーランドで行われたが、最近は日本でロケを敢行）と関西弁風の台詞「油とちゃうちゃう」のセリフで有名になる。
ラジオでは1996年秋以降、ニッポン放送でレギュラー番組を持ち続けていた。特に同局の上柳昌彦アナウンサーと番組で共演することが多く、一時期は名コンビともリスナーから評判だったが、2015年3月をもってニッポン放送のラジオ番組を降板し18年半の歴史に終止符を打った。
『ブロードキャスター』は1991年春の番組開始から2008年秋の番組終了まで一貫して出演し続けたが、出演番組の長寿ぶりについては「仕事を選んできてくれるマネジャーさんの力量ですかね」と語っている。
2012年3月18日に自らの出身地としている神奈川県平塚市から、『ひらつか観光大使』に任命された。
2017年9月21日、東京麹町の日本テレビのスタジオで『天才!志村どうぶつ園』の収録前に転倒し、右膝蓋骨と左足第5中足骨の骨折で全治3か月と診断される。当初は自宅で療養する予定だったが、両足骨折のため治療や日常生活に困難をきたし、22日に都内の病院に入院した。10月20日放送の『有馬隼人とらじおと山瀬まみと』（TBSラジオ）で、1か月ぶりに仕事復帰。『新婚さんいらっしゃい!』には、同月24日の収録（11月12日放送分）から復帰。

### 私生活
1999年6月26日に俳優の中上雅巳と結婚。ジューンブライドに憧れ、レギュラー番組の『ブロードキャスター』で真っ先に結婚報告をするために大安の土曜日を選んだ結果、この日の婚姻届提出となった。本人が語るところによると、「お試し期間」として実際に夫婦としてやっていけるかどうかを試すため、結婚前に3年ほど同棲生活を送っており、写真週刊誌などにスクープされるだろうと思っていたが、結局は自ら結婚報告を行った。
桂文枝によると携帯電話を所有していないとされる。

## ディスコグラフィ

### シングル
| #              | 発売日          | A/B面          | タイトル                 | 作詞           | 作曲           | 編曲           | 規格品番                        |
| キングレコード | キングレコード  | キングレコード | キングレコード           | キングレコード | キングレコード | キングレコード | キングレコード                  |
| -------------- | --------------- | -------------- | ------------------------ | -------------- | -------------- | -------------- | ------------------------------- |
| 1              | 1986年 3月21日  | A面            | メロンのためいき         | 松本隆         | 呉田軽穂       | 松任谷正隆     | K07S-10090                      |
| 1              | 1986年 3月21日  | B面            | 今夜はフェアリー・テール | 松本隆         | 呉田軽穂       | 松任谷正隆     | K07S-10090                      |
| 2              | 1986年 6月21日  | A面            | セシリア・Bの片想い      | 松本隆         | 宮城伸一郎     | 船山基紀       | K07S-10110                      |
| 2              | 1986年 6月21日  | B面            | 水晶球                   | 松本隆         | 宮城伸一郎     | 鈴木茂         | K07S-10110                      |
| 3              | 1986年 9月24日  | A面            | Heartbreak Cafè          | 松本隆         | 南佳孝         | 鈴木茂         | K07S-10130                      |
| 3              | 1986年 9月24日  | B面            | ガラスの部屋             | 松本隆         | 南佳孝         | 鈴木茂         | K07S-10130                      |
| 4              | 1987年 1月1日   | A面            | Strange Pink             | 松本隆         | 南佳孝         | 鈴木茂         | K07S-10147                      |
| 4              | 1987年 1月1日   | B面            | Modern City              | 松本隆         | 南佳孝         | 鈴木茂         | K07S-10147                      |
| 5              | 1987年 4月21日  | A面            | 怪傑ぶんぶんガール       | 森雪之丞       | 浅沼正人       | 若草恵         | K07S-10165                      |
| 5              | 1987年 4月21日  | B面            | スーパー・マジック       | 三浦徳子       | 浅沼正人       | 船山基紀       | K07S-10165                      |
| 6              | 1987年 7月21日  | A面            | 可愛いゝひとよ           | 阿久悠         | 大野克夫       | 樫原伸彦       | K07S-10210                      |
| 6              | 1987年 7月21日  | B面            | (英語版)                 | Sandii         | 大野克夫       | 樫原伸彦       | K07S-10210                      |
| 7              | 1987年 9月5日   | A面            | スターライト・セレナーデ | 森雪之丞       | 井上大輔       | 大谷和夫       | K07S-10207                      |
| 7              | 1987年 9月5日   | B面            | Shiny Boy                | 森雪之丞       | 井上大輔       | 大谷和夫       | K07S-10207                      |
| 8              | 1988年 5月5日   | A面            | 星空のエトランゼ         | 魚住勉         | 馬飼野康二     | 馬飼野康二     | K07S-10253 (EP) K10X-23011 (CD) |
| 8              | 1988年 5月5日   | B面            | マイケル音頭             | 魚住勉         | 馬飼野康二     | 馬飼野康二     | K07S-10253 (EP) K10X-23011 (CD) |
| 9              | 1988年 10月21日 | A面            | サヨナラの仔猫           | 魚住勉         | 馬飼野康二     | 馬飼野康二     | K07S-10274 (EP) K10X-23023 (CD) |
| 9              | 1988年 10月21日 | B面            | 失恋ブギ                 | 安藤芳彦       | 山梨鐐平       | 米光亮         | K07S-10274 (EP) K10X-23023 (CD) |
| Sony Records   |                 |                |                          |                |                |                |                                 |
| 10             | 1993年 10月21日 | 01             | あ 不思議な気持ち        | まさごろ       | 羽田一郎       | 松浦晃久       | SRDL-3759                       |
| 10             | 1993年 10月21日 | 02             | 軽蔑                     | 山瀬まみ       | 羽田一郎       | 松浦晃久       | SRDL-3759                       |

### デュエット・シングル
| 発売日         | デュエット   | 曲順         | タイトル     | 作詞         | 作曲         | 編曲         | 規格品番     |
| Sony Records   | Sony Records | Sony Records | Sony Records | Sony Records | Sony Records | Sony Records | Sony Records |
| -------------- | ------------ | ------------ | ------------ | ------------ | ------------ | ------------ | ------------ |
| 1997年 9月21日 | 桂三枝       | 01           | Heart Candle | 松井五郎     | 後藤次利     | 後藤次利     | SRDL-4421    |

### オリジナル・アルバム
1. RIBBON（1986年7月21日）
2. Lycee（ミニアルバム）（1986年12月5日）
3. 親指姫（1989年11月21日）
4. 親指姫ふたたび…（1990年12月31日）
5. マイト・ベビー（1993年10月21日）

### ベスト・アルバム
1. PRIVATE EDITION（1987年12月5日）
2. 山瀬まみ アーティスト・コレクション（1999年11月26日）
3. 山瀬まみ-25th Anniversary Best Album- （2011年4月20日）
4. 山瀬まみ パーフェクト・ベスト (2013年10月2日)

### 参加アルバム
- ホワッツマイケル オリジナル・サウンドトラック Michael No.1（1988年7月21日）
  - 収録曲：「マイケルNo.1!」「星空のエトランゼ」「でんぐりがえり」「マイケル音頭」

### ビデオ作品
1. CANDY
2. 親指姫 LIVE (at) TERADA SOKO F GO（1990年）
3. メイジ ミュージカライヴ 宇宙少女マミ（1990年）
4. ライブ・ツアー 1991 At POWER STATION（1991年）

### タイアップ曲
| 年     | 楽曲                     | タイアップ                                             |
| ------ | ------------------------ | ------------------------------------------------------ |
| 1987年 | スターライト・セレナーデ | テレビ朝日系テレビアニメ「機甲戦記ドラグナー」OPテーマ |
| 1987年 | Shiny Boy                | テレビ朝日系テレビアニメ「機甲戦記ドラグナー」EDテーマ |
| 1988年 | 星空のエトランゼ         | テレビ東京系テレビアニメ「ホワッツマイケル」EDテーマ   |
| 1988年 | 失恋ブギ                 | テレビ東京系テレビアニメ「ホワッツマイケル」EDテーマ   |
| 1988年 | マイケル音頭             | テレビ東京系テレビアニメ「ホワッツマイケル」OPテーマ   |
| 1988年 | マイケルNo.1!            | テレビ東京系テレビアニメ「ホワッツマイケル」OPテーマ   |
| 1993年 | あ 不思議な気持ち        | テレビ朝日系「タブロイドTV」EDテーマ                   |
| 1999年 | Dr.プップクプー          | NHKみんなのうた「1999年8月‐9月」楽曲                   |

## 出演

### バラエティ
報道・情報・ワイドショージャンル
| 期間          | 期間          | 番組名                                            | 役職                                                   |
| ------------- | ------------- | ------------------------------------------------- | ------------------------------------------------------ |
| 1989年4月     | 1990年3月     | 土曜だエブリバディ!（朝日放送）                   | 司会                                                   |
| 1991年4月     | 1991年9月     | ブロードキャスター（TBS）                         | メインキャスター                                       |
| 1991年10月    | 2008年9月     | ブロードキャスター（TBS）                         | 番組コーナー『お父さんのためのワイドショー講座』進行役 |
| 1994年10月    | 1995年3月     | 象印ニュースクイズ パンドラタイムス（テレビ朝日） | 解答者                                                 |
| 1995年3月29日 | 2016年3月     | ためしてガッテン（NHK総合）                       | レギュラーパネラー出演                                 |
| 2008年7月26日 | 2008年7月26日 | ザ・大年表（日本テレビ）                          | 司会                                                   |
| 2015年4月     | 2015年9月     | 若大将のゆうゆう散歩（テレビ朝日）                | 木曜日コーナー『若大将のゆうゆう料理』レギュラー出演   |
| 2017年4月     | 現在          | よじごじDays（テレビ東京）                        | 不定期ゲスト出演                                       |

バラエティジャンル
- テレビ探偵団（1986年10月12日 - 1989年、TBS）※後任は西田ひかる
- 志村けんの失礼しまぁーす!（1987年6月5日、日本テレビ）
- タモリのいたずら大全集（1986年 - 1989年、日本テレビ）
- やる気マンマン日曜日（1987年10月 - 1989年4月2日、毎日放送）
- 姫TV（1988年、テレビ朝日）
- 笑っていいとも!（1988年 - 1990年、フジテレビ）
- 素敵にドキュメント（1988年 - 1992年9月25日、朝日放送）
- スター課外授業（1989年、テレビ東京、司会）
- 所ジョージのおとなのにほへ（1989年4月 - 1990年3月、日本テレビ）
- 山瀬まみのフリーアルバイター物語（1989年4月25日、テレビ朝日）
- LIVE笑ME（1989年 - 1990年頃、日本テレビ、高田純次と司会）
- アッコのかるーく見てみたい (1989年10月13日 - 1990年9月14日、TBS)
- 丹波・山瀬のパニックTV（1990年 - 1991年、読売テレビ、丹波哲郎と司会）
- とことんニホン語（1990年 - 1991年、テレビ東京、澤村藤十郎と司会）
- 世界の超豪華・珍品料理（1990年 - 1995年頃、フジテレビ）
- 三枝の愛ラブ!爆笑クリニック（1991年4月 - 1993年3月、関西テレビ・8代目アシスタント）
- クイズ世界はSHOW by ショーバイ!!（1991年4月24日 - 1994年3月9日、日本テレビ、レギュラー解答者）
- 山瀬まみ・藤田朋子のおませなふたり（1991年10月16日 - 1992年9月16日、テレビ朝日）
- パンティ・パーティ（1991年10月3日 - 1992年6月24日、TBS）
- パンティ・パーティ快楽版（1992年7月3日 - 1992年12月29日、TBS、月1回の2時間番組）
- 幾三・譲二・前川の爆笑ふるさと自慢（1992年、名古屋テレビ）
- クイズ!超選択（1992年4月 - 1992年9月、フジテレビ、須田哲夫（フジテレビアナウンサー）と司会）
- クイズ!純粋男女交遊（1992年10月13日 - 1993年3月16日、テレビ朝日、解答者）
- おしえて!ガリレオ（1992年10月25日 - 1993年、読売テレビ）
- タブロイドTV（1993年10月 - 1994年6月28日、テレビ朝日）
- 爆裂!異種格闘技TV (1994年1月 - 1994年3月24日、TBS)
- 世界とんでも!?ヒストリー（1994年4月17日 - 1994年9月25日、テレビ朝日、解答者）
- ものまねバトル（1995年 - 1996年、日本テレビ、司会）
- ぱふぉぱふぉ（1995年4月6日 - 1996年3月28日）
- ビリビリさせて（1997年10月2日 - 1998年3月26日、日本テレビ）
- 新婚さんいらっしゃい!（1997年7月6日 - 2022年3月27日）、朝日放送、桂文枝と共にMC）
- ビデオあなたが主役（不定期）（テレビ朝日）
- 超次元タイムボンバー（テレビ朝日）
- ゴールデンタイム（フジテレビ）
- いきなり!クライマックス (TBS)
- まっ昼ま王!!ダイナミック商会（1994年10月5日 - 1995年3月29日の水曜日、テレビ朝日）
- アイデア対決・全国高等専門学校ロボットコンテスト（1995年第8回、大会司会を担当）
- 世界ウルルン滞在記（毎日放送）
  - 世界ウルルン滞在記"ルネサンス"→ウルルン2008（毎日放送・TBS系）
- 天才!志村どうぶつ園（2004年4月15日 - 2020年9月26日、日本テレビ、秘書）
- あっぱれ!ニッポン国民遺産（九州朝日放送） - 司会
- ゲストとゲスト（2012年4月2日 - 9月24日、テレビ朝日、ナレーション）
- 文珍・山瀬のグルメコメディ/炎のチューボー物語（テレビ朝日、司会）
- タモリのネタでNIGHTフィーバー!（フジテレビ）
- 世界超密着TV!ワレワレハ地球人ダ!!（フジテレビ）
- クイズところ変われば（テレビ東京）
- ららら日記（日本テレビ）※ナレーション
- 突撃!イドバタ7（テレビ東京）
- 爛漫!モトどる3人娘（テレビ東京）
- 1億人が選ぶ!今夜知りたいランキング（日本テレビ）
- 週刊オリラジ経済白書（日本テレビ、準レギュラー解答者）
- アッコにおまかせ! （TBS、総合司会の和田アキ子が休養時に代理で出演）
- 火曜サプライズ（2009年4月7日 - 2021年3月23日、日本テレビ、サブMC）
- 快脳!マジかるハテナ（不定期）（日本テレビ）
- 明日いきいき ジョシゴト（東海テレビ、ナレーション）
- 珍種目No.1は誰だ!? ピラミッド・ダービー（不定期）（2016年 - 2018年3月11日、TBS）
- 名医のTHE太鼓判!（2017年10月9日 - 2020年3月2日、TBS）
- ぶらり途中下車の旅 「東急多摩川線・東横線の旅」（2021年4月3日、日本テレビ、旅人[18]）
- バクタン（2021年 - 、 テレビ東京、不定期特番、レギュラーゲスト）

### テレビドラマ
- 同級生は13歳（1987年、フジテレビ）[19]
- オレの妹急上昇（1987年11月 - 1988年1月、フジテレビ） - 東ひかり 役
- 熱っぽいの!（1988年4月 - 7月、フジテレビ） - 石毛英子 役
- 弁護士・今田一平（1988年 - 1989年、朝日放送） - 相原純子 役
- 傑作 意地悪ばあさん・抱腹絶倒!意地悪ギャグ決定版（1989年1月、フジテレビ）
- ツヨシしっかりしなさい（1989年2月 - 7月、日本テレビ） - 井川典子 役
- なまいきスチュワーデス物語（1989年、TBS）
- 労働省ドラマ・スペシャル「味松亭の四姉妹」（1989年11月23日、テレビ東京） - 松本篝 役[20]
- 愛してるよ!先生（1990年、TBS） - 一の瀬まゆ 役（主演）
- 外科病棟女医の事件ファイル（1991年、テレビ朝日）
- SALE!（1995年、ABC）
- はなまるマーケット殺人事件（2000年、TBS）
- 誰も知らない志村けん -残してくれた最後のメッセージ-（2020年8月22日、日本テレビ）-　ナレーション

### 映画
- 釣りバカ日誌（1988年、久美子役）
- 丹波哲郎の大霊界2 死んだらおどろいた!!（1990年 丹波企画 / 松竹富士、天使役）
- 白い手（1990年、ソロバン塾の先生役）
- Jリーグを100倍楽しく見る方法!!（1994年）
- 釣りバカ日誌スペシャル（1994年、かおり役）

### テレビアニメ
- ホワッツマイケル（1988年） - 加世子 役

### 劇場アニメ
- ブレイブ・リトル・トースターシリーズ（ブエナビスタ ホーム エンターテイメント トースターのブレイブ役）
  - ブレイブ・リトル・トースター レスキュー大作戦!
  - ブレイブ・リトル・トースター 火星へ行こう!
- スーパーマリオブラザーズ ピーチ姫救出大作戦!（ピーチ姫役）
- チスト みどりのおやゆび（チスト役）

### ミュージカル
- 宇宙少女マミ (1990年)
- DORA〜100万回生きたネコ (1996年、主演：沢田研二、演出・振付：フィリップ・ドゥクフレ[21])

### ラジオ
- 山瀬まみのBOOMフロンティア（TBSラジオ、1993年10月 - 1994年4月）
- 有馬隼人とらじおと山瀬まみと（TBSラジオ、2016年4月 - 2020年9月） - 金曜パートナー [22]
- 圓蔵・まみのお昼だヨイショ!（ニッポン放送、1988年4月 - 1989年3月）
- あとちゃん・山瀬の歌のギャップ10（ニッポン放送、1996年10月 - 1998年9月）
- うえちゃん・山瀬の涙の電話リクエスト（ニッポン放送、1998年10月 - 2002年9月、2004年4月 - 2006年3月）
- そーぐち・山瀬の涙の電話リクエスト（ニッポン放送、2002年10月 - 2004年3月）
- うえちゃん・山瀬のサプライズ!フライデースペシャル（ニッポン放送、2006年4月 - 2007年3月）
- 高橋克実と山瀬まみ おしゃべりキャッチミー（ニッポン放送、2007年4月 - 2010年6月）
- 上柳昌彦・山瀬まみ ごごばん!フライデースペシャル（ニッポン放送、2010年7月 - 2015年3月、金曜メインパーソナリティ）
- ナイタースペシャル『高橋克実と山瀬まみ ニッポンを救う!?スゴすぎる女性グランプリ』（2011年9月23日、NRN系列全国ネット）
- bayfm it! 火曜パートナー(bayfm、2023年4月 - )

### CM
- 富士通 OASYS
- 大塚食品 街角レストラン ボンカレービーフ（「ボンビー山瀬」篇）
- モービル石油（現・ENEOS、丹波哲郎と共演）
- 三楽→メルシャン ピーチツリーフィズ
- 住友金属工業（現・日本製鉄）
- レナウン IN.EXPRESS　(ナレーションのみ)
- 資生堂 しなやか恋コロン、タコイル・イカスクリーン・マンボウシャンプー (ウッチャンナンチャンと共演)
- 日本生花通信配達協会 花キューピット（1991年）
- 明治 チョコトルテ、ラッキー
- KINCHO キンチョウリキッド（1997年 - 2012年）、キンチョール（2013年 - 2016年）
- 通販生活薄焼いわし

## 書籍
- 安売り王女さま（1990年9月20日、マガジンハウス） ISBN 978-4-8387-0166-7
- 山瀬ごはん亭のおいしい12ヶ月（2000年5月1日、幻冬舎） ISBN 978-4-87728-954-6
- まみ＆マロン たれとソースの本（2003年7月17日、角川・エス・エス・コミュニケーションズ） ISBN 978-4-8275-4126-7
- 山瀬まみのおウチが好き。毎日が好き。（2006年4月1日、扶桑社） ISBN 978-4-594-60433-2
- 山瀬まみのおいしく暮らそっ（2008年4月1日、扶桑社） ISBN 978-4-594-60524-7

### 写真集
- 近代映画ハロー 山瀬まみ SPECIAL（1986年9月25日、近代映画社）
- 夢中遊泳（1987年11月9日、リイド社、撮影：鯨井康雄）